# Suvacal
Suvacal är en ort i Azerbajdzjan.   Den ligger i distriktet Qusar Rayonu, i den nordöstra delen av landet, 170 km nordväst om huvudstaden Baku. Suvacal ligger 1 096 meter över havet och antalet invånare är 670.
Terrängen runt Suvacal är kuperad åt nordost, men åt sydväst är den bergig. Suvacal ligger nere i en dal. Närmaste större samhälle är Qusar, 17,9 km nordost om Suvacal. 
Trakten runt Suvacal består i huvudsak av gräsmarker. Runt Suvacal är det ganska glesbefolkat, med 48 invånare per kvadratkilometer.